# Ford Taurus X
Ford Taurus X — полноразмерный кроссовер, выпускавшийся компанией Ford Motor Company в США. Первоначально он был представлен в 2005 году, как Ford Freestyle, а затем переименован в Taurus X в 2008 модельном году. В линейке Ford этот автомобиль заменил универсал Ford Taurus. В 2009 году он занял нишу между Ford Edge,Ford Galaxy и Ford Explorer, и по иронии судьбы являлся конкурентом Ford Flex, на платформе которого он построен. Модель продавалась в Соединённых Штатах и Канаде, а также Южной Корее, Пуэрто-Рико, Виргинских островах и Гуам. 27 февраля 2009 года выпуск Taurus X был прекращён.
С 2011 года Ford Explorer (кроссовер) является преемником Taurus X.

## 2005—2007
Первоначально автомобиль должен был называться Ford CrossTrainer, но в дальнейшем получил название Freestyle, в силу стратегии именования компании: названия всех автомобилей должны начинаться с буквы F. Freestyle предварительно был показан в 2003 году на Детройтском АвтоШоу (2003 Detroit Auto Show), а производство началось в 2005 году на заводе в Чикаго.
Автомобиль использовал платформу Ford D3, которую он поделил с Ford Five Hundred, Mercury Montego, а также некоторыми Volvo, включая XC90. Кстати, хоть Freestyle и построен на одной платформе с XC90, оба автомобиля существенно различаются. Во Freestyle сделано три ряда мест, на которых может располагаться до семи человек, как и в большинстве крупных внедорожников (например, Ford Explorer, Ford Expedition) и минивэнах. Особенностью Freestyle является т. н. Ford’ом «command seating», сиденье с увеличенным хип-пойнтом (H-point) или положением туловища, для увеличения обзорности водителя и удобства входа и выхода.
Freestyle, а также Five Hundred и Ford Escape Hybrid, были первыми американскими автомобилями Ford на которых стали использовать бесступенчатую коробку передач (CVT). К удивлению Ford, 55 % покупателей выбрали полноприводные авто, оснащённые Haldex Traction, вместо ожидаемых 40 %. Тем не менее, начальные продажи Freestyle были ниже запланированных Ford, но постепенно со временем они улучшались. Некоторые покупатели выбрали Freestyle в качестве альтернативы Ford Explorer, который кстати и продавался лучше всего.
Freestyle был номинирован на премию Североамериканский Автомобиль Года (North American Truck of the Year) в 2005 году и занял второй место, позади Ford Escape Hybrid).

## 2008—2009
Генеральный директор компании Ford Алан Мьюлалли (Alan Mulally) заявил, что решение компании называть машины с буквы F было плохим, так как это приводит к путанице машин и их названия забываются. В результате решения этой задачи, Ford Freestyle был переименован в Taurus Х, Ford Five Hundred был переименован в Ford Taurus и Mercury Montego в Mercury Sable.
Конструктивно Taurus X сильно напоминал Ford Edge, который был лицом семьи кроссоверов в этом сегменте. Taurus X получил новую решётку с тремя горизонтальными хромированными панелями и установленным в центре овалом. В то же время, Taurus X был по вместительности точно таким же, как и крупные кроссоверы, в нём было три ряда пассажирских мест, что позволяло вмещать до 7 человек и они чувствовали себя вполне комфортно.
Taurus X установили на платформу Ford D3 с обновлённой трансмиссией, которая ранее включала в себя коробку передач CVT и 3,0-литровый V6 двигатель на Freestyle, заменив на 6-скоростную 6F автоматическую коробку передач и двигатель 3,5л Duratec 35 V6, выдающий 263 л.с. (196 кВт) при 6250 оборотах в минуту. 
Ford подтвердил, что выпуск Taurus X будет прекращён в 2009 модельном году. 27 февраля 2009 года был последним днём этой модели, официально его сменил Ford Explorer, который видоизменился в кроссовер в 2010 году.